# Zbór Kościoła Adwentystów Dnia Siódmego w Szczecinie
Zbór Kościoła Adwentystów Dnia Siódmego w Szczecinie – zbór adwentystyczny w Szczecinie należy do okręgu zachodniopomorskiego diecezji zachodniej Kościoła Adwentystów Dnia Siódmego w RP.
Pastorem zboru jest Tomasz Roszak.
Nabożeństwa odbywają się w każdą sobotę przy pl. Mariackim 4 (wejście od ulicy Farnej), oraz przy ul. Kadłubka 18B (wejście od ulicy Asnyka), o godz. 10.00.
Nabożeństwo rozpoczyna się studium Pisma Świętego.
O godz. 11:15 – wspólny śpiew, modlitwa i kazanie Słowa Bożego.
Zbór ten znany jest także z wieloletniej działalności zespołu JORDAN, który zakończył swą działalność w 2004 roku.
Przy zborze działa filia Chrześcijańskiej Służby Charytatywnej, oraz Klub Zdrowia.